# ヘレナ・P・ブラヴァツキー
ヘレナ・ペトロヴナ・ブラヴァツキー（Helena Petrovna Blavatsky、1831年8月12日 – 1891年5月8日）は、近代神智学を創唱した人物で、神智学協会の設立者のひとりである。
著書の訳書はH・P・ブラヴァツキーかヘレナ・P・ブラヴァツキーとして出ている。通称ブラヴァツキー夫人。ブラバッキーと誤記されることもある。父方はユグノー（プロテスタントのフランス系）の血を引くドイツ系、母方はロシア人で、ロシア語でのフルネームはエレーナ・ペトローヴナ・ブラヴァーツカヤ (Еле́на Петро́вна Блава́тская, Eelena Petrovna Blavatskaya) である（ブラヴァーツカヤはブラヴァーツキーの女性形）。旧姓フォン・ハーン (фон Ган, von Hahn)。

## 概略
彼女の生涯は多くの謎があり、特に1874年にアメリカで活動を始めるまでの前半生は全く分かっておらず、多くの神話に彩られている。ブラヴァツキー自身が残したメモや日記、周囲の人びとに語ったことがら、親族など近しい人びとの証言などが再構成され一般にも流布しているが、相互に矛盾が多く、一見荒唐無稽とも思われる事件の連続であり、真偽については議論を呼んできた。神智学協会や支持者は正しさを証明しようとし、批判者は虚偽であることを暴こうとし、現在も毀誉褒貶が激しい人物である。
神智学協会は、「偉大な魂」（マハトマ）による古代の智慧（Ancient Wisdom）の開示を通じて諸宗教の対立を超えた「古代の智慧」「根源的な神的叡智」への回帰をめざしていた。その思想は、キリスト教・仏教・ヒンドゥー教・古代エジプトの宗教をはじめ、様々な宗教や神秘主義思想を折衷したものである。「神智（theosophy 学）」はキリスト教世界にすでにあった概念で、“theo（神）＋ sophia（叡智）”つまり「隠された神性の内的直観による認識」を意味しており、神智学協会の名称にこの語が採用されたのは、偶然が多分に働いているといわれる。協会のスローガンは「真理にまさる宗教はない」であり、神智学は宗教ではなく神聖な知識又は神聖な科学であるとされる。
ブラヴァツキーに始まる近代神智学は、多くの芸術家たちにインスピレーションを与えたことが知られている。例えば、ロシアの作曲家スクリャービンも傾倒し、イェイツやカンディンスキーにも影響を与えた。
ニューエイジ思想や大衆的オカルティズムの起源として、また新宗教への影響も大きい。

## 生涯

### 幼少期

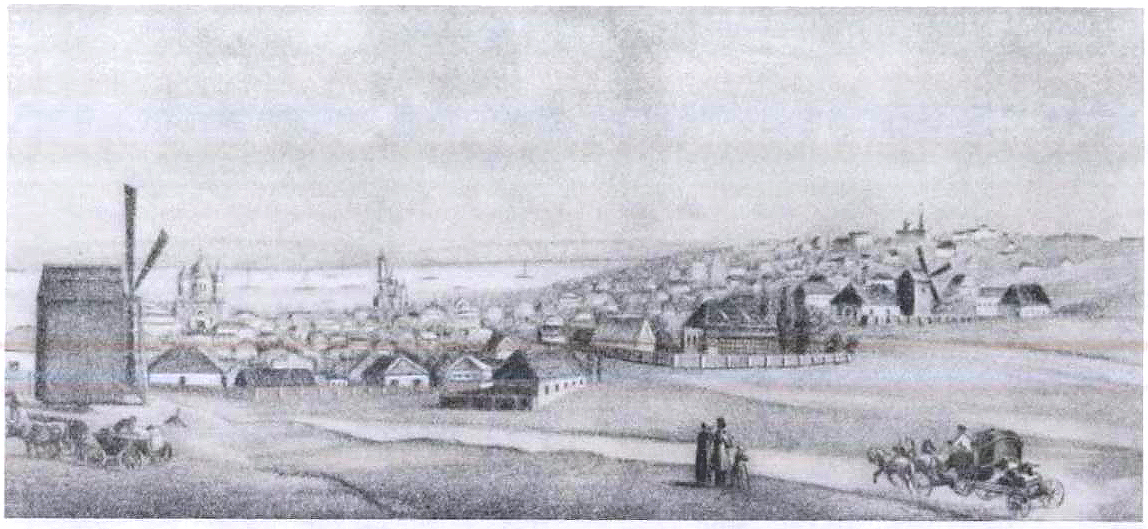
19世紀初頭のエカチェリノスラフ

1831年ウクライナ・エカチェリノスラフ（現ドニプロペトロウシク）にて、ドイツ系貴族で騎兵砲撃隊長のペーター・フォン・ハーンを父として、ロシアの名門出身で女権主義者で小説家のヘレナ・アンドレヤヴナ・フォン・ハーンを母として誕生。ロシア首相を務めたセルゲイ・ヴィッテ伯爵は従弟である。2人の共通の祖母が、ロシア建国者リューリクの血統の名家ドルゴルキイ家出身の女性博物者ヘレナ・パブロブナ・ファジェーエワである。母はイギリスの小説家エドワード・ブルワー＝リットンのオカルト小説をロシア語に翻訳しており、ブラヴァツキーはこれを夢中になって読み、強い影響を受けた。後の彼女の神智学には、リットンのオカルト小説が宗教的神話に作り替えられ、取り入れられたと指摘されている。

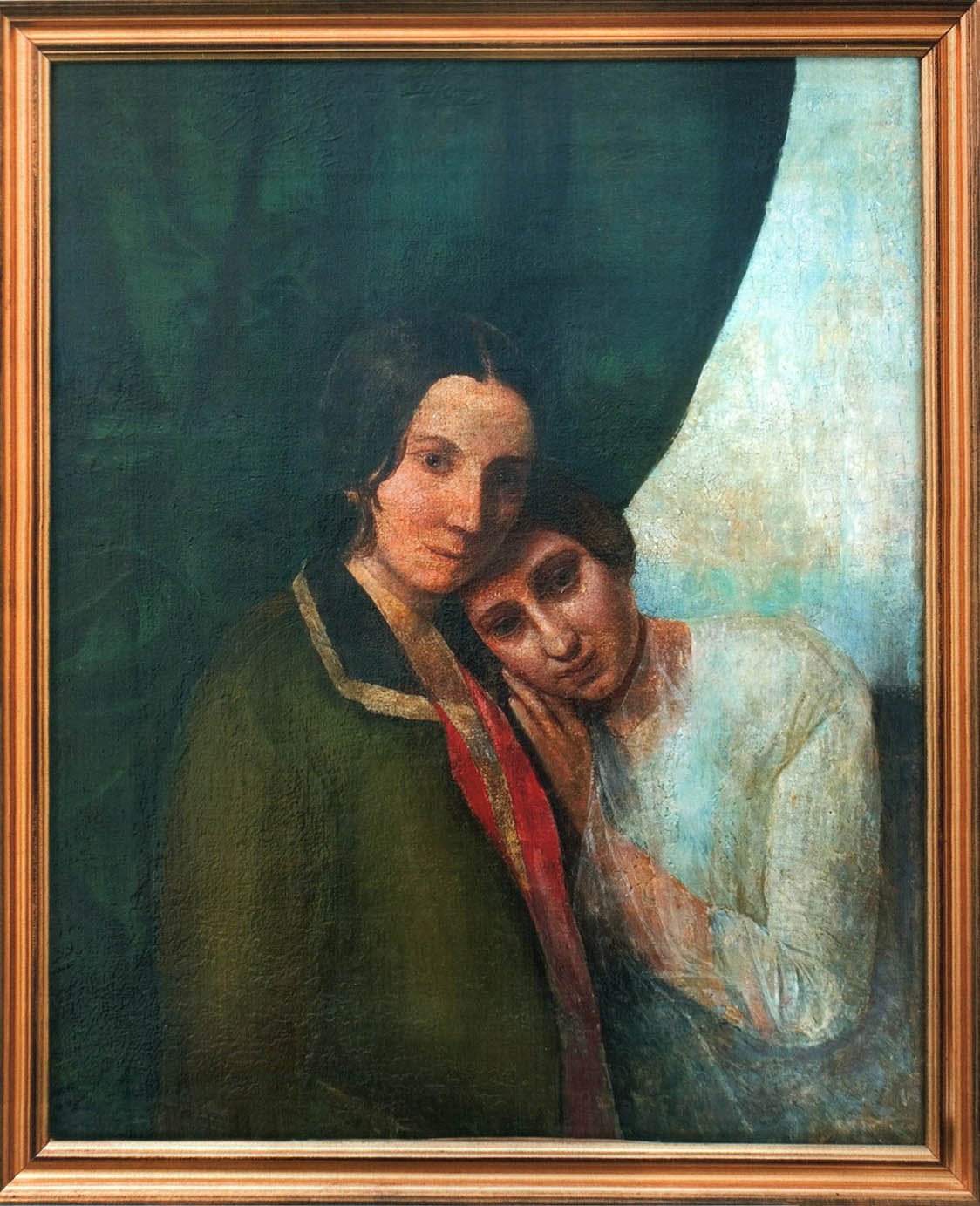
ヘレナと母、1844-45年

母は若くして亡くなり、父は軍務で落ち着かず、幼少期の実質的な家は母方の実家で、ヘレナ・パブロブナ・ファジェーエワがヘレナの母代わりだった。祖父も知事としてロシア帝国の辺境を転々としており、幼いヘレナの生活は旅の連続であった。
幼いころから精霊と会話する夢見がちな少女であったという。性格的には激しい気性の持ち主であったという。1844年には父親とともにパリとロンドンに行き音楽教育を受け、ピアノ演奏などを習得した。

### 出奔後

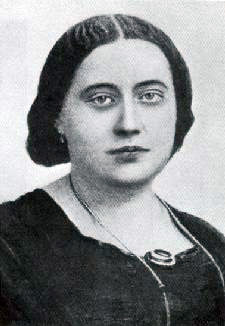
1850年

1848年、アルメニアのエリヴァン地方副知事の職にあり、20歳以上も年上であったニキフォル・ブラヴァツキー将軍と結婚した。結婚は長続きせず、数ヶ月で家を出て何度も住まいを変えた。この夫婦のケースでは法律上離婚が困難であり、エレナもブラヴァツキー夫人という名で呼ばれることを選んだ。年齢差の大きい夫との結婚生活を嫌ってのことだとも、ファジェーエフ家をよく訪問していたフリーメイソン会員アレクサンドル・ドリツィン大公の手引きがあったも言われる。ここから先のブラヴァツキーの人生は謎に包まれている。婚家を出奔してからは、1858年頃から数年間はロシアに戻っていたと考えられているが、その時期以外は1873年にパリに戻るまで、24年間の動向に定説はない。
自伝によれば、世界を旅して秘教を学び、エジプト、ジャワ、日本まで訪問し、インドのラダックからチベットに入国しようとしたという（のちに自身の著書で「1856年から7年間チベットに滞在し、導師たちの教えを受けた」と記述しているが、状況や彼女の他の年譜とも矛盾し、これについては信じがたい）。そして1851年にロンドンのハイドパークで初めてマスター（霊的師匠）に出会ったとしている。アメリカ人作家A・L・ローソンの回想では、1851年にエジプトに滞在し、コプト人魔術師パウロス・メタモンに教えを受け、1851年に一時期ニューヨークにいたという。

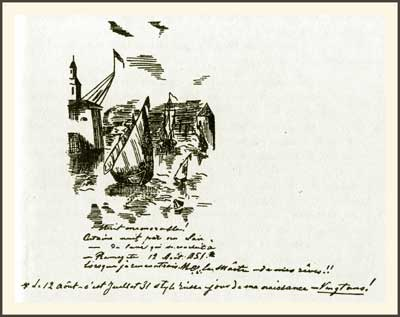
ブラヴァツキーの描いたボートの風景画（イギリス,1851年）

世界各国を放浪し様々な職業についたとも言われる。従弟のウィッテ伯爵の回想録では、ブラヴァツキーはイギリス人船長と駆け落ちし、サーカスに入り、オペラ歌手ミトロヴィッチと同棲するなど、地中海周辺を転々としていたとされる（ただし、ウィッテはブラヴァツキーの結婚の年に生まれており、彼女が出奔した時はまだ赤ん坊である）。ブラヴァツキーは、エジプトに行き心霊協会を組織したり、パリではイギリス出身の高名な霊媒のダニエル・ダングラス・ホームの助手となり自らも霊媒の素養を身につけたとも言われる。またフランス系のフリーメイソンのメンバーとも交流したという。
吉永進一・松田和也は、1851年パリ滞在時に、催眠術師の被験者になって水晶占いや霊体離脱を学び（彼女はトランス状態で完全な人格転換を起こす優秀な霊媒であったといわれる）、1871年にカイロでメタモンに再会したこと、「心霊協会」を設立して失敗したことは事実のようだと述べている。

### 在米期

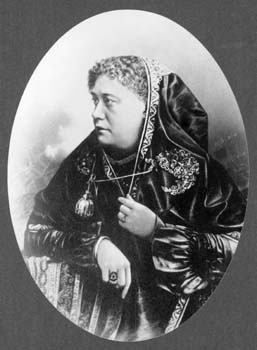
1875年

1873年には、パリからニューヨークに渡った。後年、属している秘密結社の指令で霊的運動を起こすための渡米であったと述べている。
1874年、ヴァーモント州チッテンデンで行われていたエディ兄弟の降霊会において、ヘンリー・スティール・オルコット大佐と出会った。以降、二人は積極的に心霊運動に参加していったが、1875年7月に発表した記事以降、原理的に心霊主義と正反対であるオカルティズムへ唐突な方向転換がなされた。1875年、オルコットは突然ブラヴァツキーを通して、エジプトのルクソール同胞団という秘密結社の入会許可書をもらい、同会に所属するマスター“トュイティト・ベイ”なる人物から手紙を受け取るようになった。人類の進化を導き新しい超人種を作ろうとする超人の秘密結社と接触したという主張には、エドワード・ブルワー＝リットンのオカルト小説の影響が指摘されている。
吉村・松田は、その手紙の内容はあまりヴラヴァツキーに都合がよかったが、オルコットは特に疑念を抱いていなかったようだと述べている。ここで登場するトュイティト・ベイは後に神智学の「マハトマ」という概念に変化してゆくことになる。これは意味としてはおおむね“古代から継承されている霊知を少数の賢者にのみ伝える未知の上位者”を意味しており、こうした発想というのは元をたどるとフリーメイソンの厳格戒律派やイギリス薔薇十字協会などに見られたものである。この時期のブラヴァツキーの目はエジプトに向いていた。
1875年9月7日、ブラヴァツキーの自宅にて、ジョージ・フェルトを講演者とし「エジプト人の用いた比率の失われた基準」と題した講演が行われた。フェルトの講演に刺激を受けて、彼の数秘術や四大霊の実験を目的とする団体の設立が提案された。

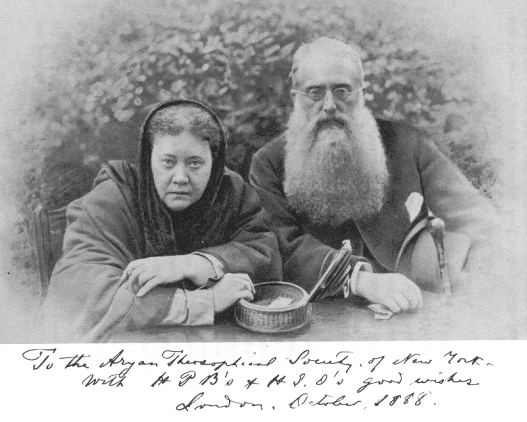
ブラヴァツキーとオルコット大佐

1875年11月17日、神智学協会を正式に創設。初代会長には、オルコット大佐が就任し、協会の運営を取り仕切ることになった。副会長はジョージ・フェルト、図書室司書はチャールズ・サザラン（フリーメイソンのメンバーでイギリス薔薇十字協会会員）、評議員に霊媒のエマ・ブリテン（少女時代にエドワード・ブルワー＝リットンが所属したオカルティスト達のサークルの霊媒だったと主張。1876年に『ベールを取られたイシス』の先駆をなす革新的な書『人工魔術』を編集したとされる）、“交信秘書”としてブラヴァツキー、顧問弁護士としてW.Q.ジャッジ（後にアメリカ神智学協会会長）、という構成であった。設立当初は相当活気があったという。1877年に Isis unveiled　『ベールを取られたイシス』（ベールをとったイシス）を出版。執筆には会員たちの助けがあったと考えられているが、ブラヴァツキーは協会設立からわずか2年で1000ページを超す大著を完成させた。上巻で科学の誤りを、下巻でキリスト教の誤りを論じており、西洋オカルティズムをベースに、エジプトを指向したものであった。ここで説かれた内容は、イシス密儀のような古代の霊知を復興することで真の霊性を養うことや、ドグマ化したキリスト教と唯物論化したscienceの害を排することや、心霊主義は止めるべきだ、ということである。ブラヴァツキーは、心霊主義とは異なる霊魂観を持っていて、人間は死とともにそのアストラル体のほうは分離し しばらくの間アストラル界にとどまるとし、真我のほうはブッディ=アートマと結びついて休息的待機状態に入る、とした。そして心霊主義において霊媒が交信しているとしているのは真我のほうではなく　“アストラル体の殻”にすぎない、と語った。
神智学協会のメンバーでキリスト教の教えを重視する人や心霊主義を重視する人は結局、協会を離れてゆき、活動は停滞することになった。

### 在印期
ブラヴァツキーは第1作の出版前後からインドに注目し始め、インドの神秘を描いた通俗作家ルイ・ジャコリオの本を読み、1878年には偶然接触したアーリヤ・サマージと提携した。インドへ移動し再起を図ることにし、1878年12月19日に蒸気船で一行はニューヨークからロンドンへ移動。1879年1月3日到着。イギリスにて短い滞在期間ながらイギリス神智学協会の会員らと交流した後、リヴァプールから出港、インドのボンベイへと向かい、2月16日に到着。翌17日には歓迎会が盛大に開かれた。

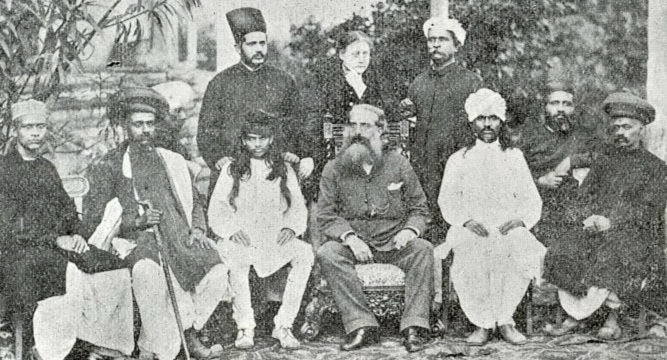
1881年、インド、ボンベイ、中央後方

インドでは歓迎された。19世紀はヨーロッパ列強がアジア・アフリカを植民地化し蹂躙してゆく時代であった。1877年にはイギリスのヴィクトリア女王が　“インド皇帝 ”に就任した。イギリスは、他の列強諸国が暴力主義的になりすぎ失敗したことを他山の石として、土着の文化を尊重しつつ内面からも支配するという巧妙な方針を採用した。とはいうもののイギリス文化やキリスト教を上位に位置づけようとしていた面は多々あり、インドの人々は違和感を覚えていた。そこに「神智学」という、キリスト教を拒否し、インド思想を教義に取り込んだ「神智学協会」が登場したのでインド人たちはそれを歓迎したのである。特にアーリヤ・サマージの人々からは歓迎された。
このインド行きによって、ブラヴァツキーの神智学は神智学となった。モリヤ、クートフーミなどのマスターやマハトマの存在が主張されるようになった。インドの地において神智学にはより多くのインド思想が導入され、インド人の神智学協会会員のダモダールやスッバ・ロウなどが協力し、ヒンドゥー教や仏教から様々な教えが取り込まれた。ただし、理解や導入に限界はあり、西洋の神秘学との折衷的な手法が採用された。理解できたり、利用できる思想は取り込むものの、それができない部分はカバラーや新プラトン主義などの考え方で補完する、ということをしたのである。インドでブラヴァツキーの神智学には、新たに輪廻転生説やカルマ説が導入され、独自色の強い霊的進化論・根源人種論が加えられた。
1882年に本部をアディヤールに移し、1884年にブラヴァツキーとオルコットはヨーロッパを訪問した。その間にブラヴァツキーのエジプト時代の旧友で本部の職員だったエマ・クローンが、解雇の腹いせにマハトマの手紙の「真相」をキリスト教系の新聞に暴露し、大騒動になった。1884年にSPRのリチャード・ホジソンがインドに赴いて調査を行い、神秘的な現象がトリックであると結論づけたホジソン・レポートが1885年に公表された。これによりブラヴァツキーは詐欺師であるという認識が広がった（後にこれはSPR手続上の瑕疵により、SPRとしての行動ではなかったと表明）。

### ロンドン

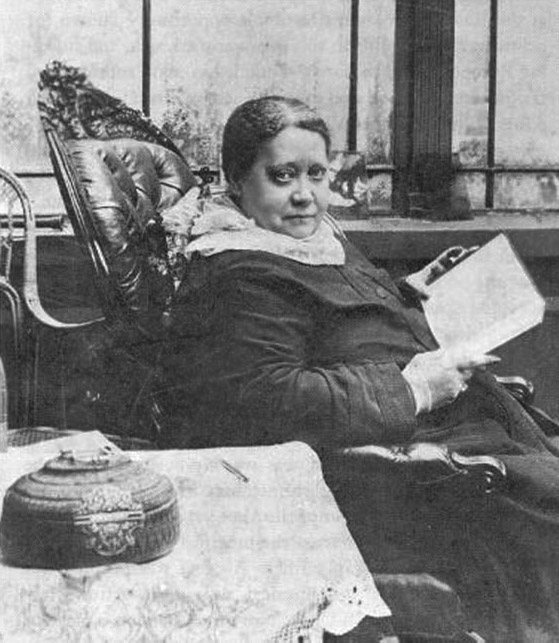
1877年

ブラヴァツキーはこの騒動から逃げるようにインドからヨーロッパに戻り、周囲には欧米の支持者が集まった。1887年にロンドンに到着、ロッジを開設した。機関紙『ルシファー』を創刊し、根源人種論を驚異的なスケールで展開した主著『シークレット・ドクトリン』（1888年|89年）、『神智学の鍵』（1889年）を出版、1888年には実践的な術を伝授する秘教部を開設、1891年にロンドンで死去した。

### 死後の影響
ブラヴァツキーが『シークレット・ドクトリン』で打ち立てた体系は、彼女の死後、様々な変奏を加えながら、20世紀のオカルトや新宗教に影響を与えている。

## 年譜
- 1831年ウクライナ・エカチェリノスラフ（現ドニプロペトロウシク）にて、ペーター・フォン・ハーンを父として、ヘレナ・アンドレヤヴナを母として誕生する。
- 1848年、20歳以上も年上のニキフォル・ブラヴァツキーと結婚。だが、3ヶ月もたたずに出奔。以降58年ごろから数年間ロシアに戻っていたこと以外、73年まで定説なし。
- 1873年 渡米。
- 1875年11月17日、ニューヨークに「神智学協会」を創設し、神智学協会の初代会長には、ヘンリー・スティール・オルコットが就任した。
- 1877年Isis unveiled『ヴェールを脱いだイシス神』執筆。
- 1879年、アーリヤ・サマージの運動に共鳴し、神智学協会の本部はインドのアディヤールに移転。神智学協会の機関紙として『ザ・セオソフィスト（神智学徒）』と『ルシファー』を刊行。クートフーミ導師（マハトマ）とモリヤ導師教えを受けたと主張しはじめる。大師（マスター）から物質化した手紙を受け取っているともしていたが、疑問に思う人も存在し、物議をかもしていた。
- 1884年イギリスSPRのリチャード・ホジソンにより神智学協会を解雇された女性の報復に基づいて、留守中に心霊現象の真偽を調べられる（1885年にホジソン・レポート（英語版）が公表される)。
- 1884年イギリス、ロンドンに移動した。
- 1888年『秘密教義（シークレット・ドクトリン）』を執筆。
- 1889年『神智学の鍵』執筆。

- 1889年『沈黙の声』執筆。

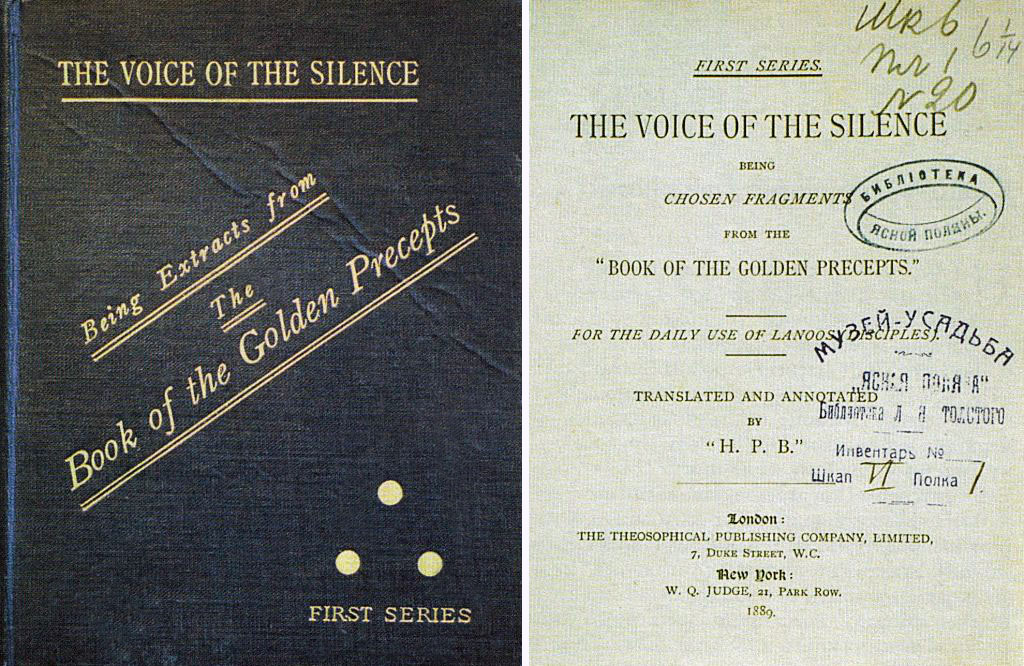
ロシアの文豪トルストイに贈った『沈黙の声』

晩年には秘教部門を神智学協会の中につくり、神智学の教えの最重要部分を神智学協会の中枢の会員に伝授したと主張した。
- 1891年5月8日死去。

## 著書

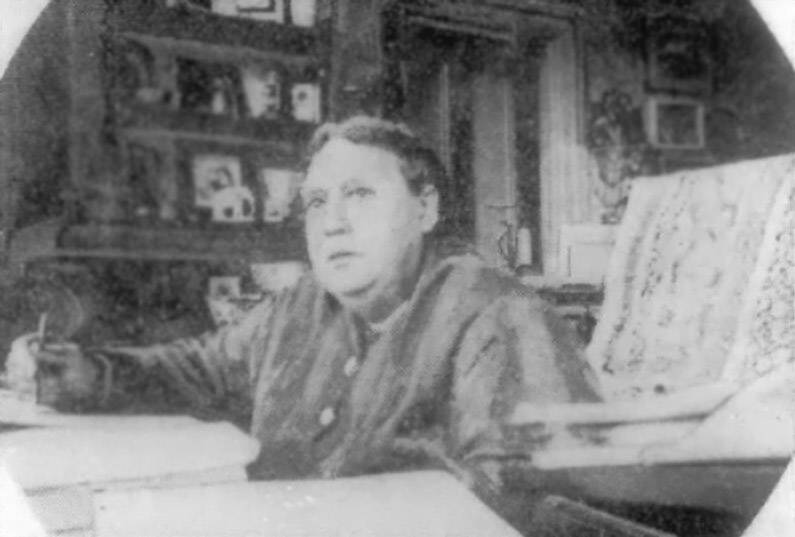
執筆中のブラヴァツキー

- H・P・ブラヴァツキー 『シークレット・ドクトリン 宇宙発生論 上』 竜王文庫 ISBN 4-89741-317-6
- H・P・ブラヴァツキー 『神智学の鍵』 竜王文庫 ISBN 978-4-89741-316-7
- H・P・ブラヴァツキー 『沈黙の声』 竜王文庫 ISBN 4-89741-001-0
- H・P・ブラヴァツキー 『実践的オカルティズム』 竜王文庫 ISBN 4-89741-319-2
- H・P・ブラヴァツキー 『夢魔物語』 竜王文庫 ISBN 978-4-89741-321-1
- H・P・ブラヴァツキー 『ベールをとったイシス 第1巻』 竜王文庫 ISBN 978-4-89741-600-7 ISBN 978-4-89741-605-2
- H・P・ブラヴァツキー 『インド幻想紀行 ヒンドスタンの石窟とジャングルから』 ちくま学芸文庫 ISBN 978-4-480-08754-6
- ヘレナ・P・ブラヴァツキー 『シークレット・ドクトリンを読む』 出帆新社 ISBN 978-4-915497-72-8
- H・P・ブラヴァツキー『ブラヴァツキーのことば365日』ウィニーフレッド・パーレィ編纂 アルテ ISBN 978-4434135996

## 脚註
1. 1 2 3 4 5 6 7 8 9 10 11  大田俊寛 『現代オカルトの根源』2013年
2. 1 2 3 4 5 6  杉本良男「比較による真理の追求 : マックス・ミュラーとマダム・ブラヴァツキー」『国立民族学博物館調査報告』第90巻、国立民族学博物館、2010年3月、173-226頁、doi:10.15021/00001069、hdl:10502/4459、ISSN 1340-6787、CRID 1390572174774310144。
3. ↑  ブラヴァツキー懐疑批判に異をとなえる
4. ↑  33夜『遺された黒板絵』ルドルフ・シュタイナー 松岡正剛の千夜千冊
5. 1 2 3 4 5 6 7 8 9 10 11 12 13 14 15 16 17 18 19 20 21 22 23 24 25 26 27 28  吉永・松田 1996.
6. 1 2 3  Jules Evans (2021年12月31日). “7. Edward Bulwer-Lytton and the Coming Race（エドワード・ブルワー＝リットンと来るべき種族）”. medium. 2024年6月1日閲覧。
7. ↑  Marc Demarest (2009年3月25日). “A Trout In The Milk: Plotting The Orphic Circle”. Chasing Down Emma. 2024年6月1日閲覧。
8. ↑  John Michael Greer (2020年9月16日). “Theosophy: The Dog and the Wolf”. ECOSOPHIA. 2024年6月1日閲覧。
9. ↑  吉村正和 著 『心霊の文化史—スピリチュアルな英国近代』河出書房新社、2010年